# Sea Slice
Die Sea Slice war ein Versuchsschiff der United States Navy und befand sich später im kommerziellen Einsatz im Offshore-Windpark-Service, bevor sie 2019 in Dänemark abgewrackt wurde.
Die Grundlage der 1997 gebauten Sea Slice von Lockheed Martin ist ein SWATH-Rumpfdesign. Die als Passagierschiff klassifizierte Sea Slice wog rund 140 t. Sie ist statt mit zwei mit vier torpedoförmigen getauchten Rümpfen ausgestattet. Diese Konstruktion soll im Vergleich zum bisher üblichen SWATH-Rumpfdesign die Vertikalbewegung durch Wellen noch intensiver verringern und damit höhere Geschwindigkeiten mit dem Vorteil der charakteristisch niedrigen Bewegungen der SWATH-Schiffe im Seegang erlauben.
Die Sea Slice, für eine ähnliche Bewaffnung wie die sogenannten Littoral Combat Ships entworfen, wurde nach ausführlicher Erprobung aus dem Navy Service ausgesondert und zum Verkauf angeboten. Der neue Eigner, das dänische Unternehmen Advanced Offshore Solutions, hat Umbauten für den Offshore-Windpark-Service vorgenommen. Sie wurde von der Frauke der Hamburger Reederei SAL Heavy Lift von San Diego, USA, nach Nordeuropa transportiert.
Ab Oktober 2015 lag das Schiff in Esbjerg, ehe es 2019 von Smedegaarden A/S in Esbjerg verschrottet wurde.